# Triacanthodidae
A Triacanthodidae a sugarasúszójú halak osztályában a gömbhalalakúak (Tetraodontiformes) rendjébe tartozó család.

## Rendszerezés
A családba az alábbi nemek és fajok tartoznak:
- Atrophacanthus
  - Atrophacanthus japonicus
- Bathyphylax
  - Bathyphylax bombifrons
  - Bathyphylax omen
- Halimochirurgus
  - Halimochirurgus alcocki
  - Halimochirurgus centriscoides
- Hollardia
  - Hollardia goslinei
  - Hollardia hollardi
  - Hollardia meadi
- Johnsonina
  - Johnsonina eriomma
- Macrorhamphosodes
  - Macrorhamphosodes platycheilus
  - Macrorhamphosodes uradoi
- Mephisto
  - Mephisto fraserbrunneri
- Parahollardia
  - Parahollardia lineata
  - Parahollardia schmidti
- Paratriacanthodes
  - Paratriacanthodes abei
  - Paratriacanthodes herrei
  - Paratriacanthodes retrospinis
- Triacanthodes
  - Triacanthodes anomalus
  - Triacanthodes ethiops
  - Triacanthodes indicus
  - Triacanthodes intermedius
- Tydemania
  - Tydemania navigatoris